# Hohen Sprenz
Hohen Sprenz est une municipalité allemande du land de Mecklembourg-Poméranie-Occidentale et l'arrondissement de Rostock.